# John Herdman
John Herdman (Consett, Inglaterra, 19 de julio de 1975) es un entrenador británico. Actualmente está sin club.

## Trayectoria

### Inicios
Herdman comenzó a entrenar fútbol a una edad temprana en Inglaterra, mientras era estudiante y profesor universitario a tiempo parcial en la Universidad de Northumbria. Fue entrenador de desarrollo para la academia juvenil de Sunderland hasta 2001, cuando se mudó a Nueva Zelanda.

### Selección femenina neozelandesa
Herdman fue entrenador del equipo nacional femenino de fútbol de Nueva Zelanda de 2006 a 2011. Cuando llegó a Nueva Zelanda y se unió al programa nacional de fútbol de la asociación en 2003, inicialmente fue director de Entrenamiento Educativo y luego Director de Desarrollo de Fútbol. Trabajando con los equipos femeninos nacionales, dirigió la escuadra Sub-20 al Campeonato Mundial en 2006 y la Copa Mundial U-20 posteriormente rebautizada en 2010. También guio al equipo senior a las Copas Mundiales Femeninas de la FIFA en 2007 y 2011, así como los Juegos Olímpicos de Verano de 2008 en Beijing.

### Selección femenina canadiense
Poco después de hacerse cargo del equipo femenino canadiense en 2011, los llevó a una medalla de oro en los Juegos Panamericanos 2011 en México. Guio al equipo a través del torneo clasificatorio olímpico de CONCACAF en Vancouver, Canadá, asegurando uno de los dos puestos de clasificación para los Juegos Olímpicos de Londres que tendrán lugar en el verano. En Londres, el equipo canadiense obtuvo el tercer lugar al ganar una medalla de bronce. El equipo conservó su medalla de bronce en los Juegos Olímpicos de 2016 en Río.

### Selección masculina canadiense
El 8 de enero de 2018, Herdman fue nombrado entrenador del equipo nacional masculino de fútbol de Canadá. El 27 de marzo de 2022 la Selección de Canadá clasificó al mundial de Catar 2022 e hizo que la misma selección volvería a una Copa Mundial después de 36 años de historia. El primer partido del torneo de Canadá contra Bélgica el 23 de noviembre terminó en una derrota por 1-0, a pesar de que los canadienses dominaron la mayor parte del juego pero no acertaron ninguno de sus 22 tiros, incluido un penal. Cuatro días después, perdieron 4-1 ante Croacia y quedaron eliminados después de dos partidos. Finalmente, cayeron ante Marruecos por 2-1 en su último partido de grupo el 1 de diciembre, terminando cuartos en el grupo (y 31 en general en el torneo) con cero puntos.
Después de la Copa del Mundo, el equipo de Herdman comenzó a tener dificultades, lo que incluyó una derrota por 2-0 ante Estados Unidos en las Finales de la Liga de Naciones Concacaf 2022-23. Este suceso lo llevó a criticar públicamente a Canada Soccer por la falta de financiación y recursos. Finalmente, el 28 de agosto de 2023, se anunció que Herdman dejaría la selección canadiense.

#### Participaciones en Copas del Mundo
| Mundial           | Sede  | Resultado      |
| ----------------- | ----- | -------------- |
| Copa Mundial 2022 | Catar | Fase de grupos |

#### Participaciones en Copa Oro
| Copa Oro      | Sede                                  | Resultado        |
| ------------- | ------------------------------------- | ---------------- |
| Copa Oro 2019 | Costa Rica · Estados Unidos · Jamaica | Cuartos de final |
| Copa Oro 2021 | Estados Unidos                        | Cuarto lugar     |
| Copa Oro 2023 | Estados Unidos · Canadá               | Cuartos de final |

#### Participaciones en Liga de Naciones
| Liga de Naciones         | Sede     | Resultado      |
| ------------------------ | -------- | -------------- |
| Liga de Naciones 2019-20 | Concacaf | Fase de grupos |
| Liga de Naciones 2022-23 | Concacaf | Subcampeón     |

### Toronto FC
El 28 de agosto de 2023, se anunció que Herdman dejó su cargo como seleccionador de Canadá para hacerse cargo del Toronto FC de la MLS, a partir del 1 de octubre.El 29 de noviembre de 2024, presentó su renuncia al cargo.

## Estadísticas como entrenador
| Selección/Clubes     | Periodo                 | Periodo                 | Totales | Totales | Totales | Totales | Totales | Totales | Totales | Totales     | Totales |
| Selección/Clubes     | Desde                   | A                       | PJ      | PG      | PE      | PP      | GF      | GC      | DG      | Efectividad |         |
| -------------------- | ----------------------- | ----------------------- | ------- | ------- | ------- | ------- | ------- | ------- | ------- | ----------- | ------- |
| Selección Femenina   | 1 de enero de 2006      | 31 de agosto de 2011    | 61      | 16      | 7       | 38      | 108     | 116     | -8      | 30.06%      |         |
| Selección Femenina   | 1 de septiembre de 2011 | 8 de enero de 2018      | 109     | 62      | 14      | 33      | 171     | 102     | +69     | 61.16%      |         |
| Selección Masculina  | 8 de enero de 2018      | 28 de agosto de 2023    | 58      | 36      | 8       | 14      | 145     | 50      | +95     | 66.67%      |         |
| Masculina Sub-23     | 8 de enero de 2018      | 17 de julio de 2018     | 4       | 1       | 2       | 1       | 3       | 3       | +0      | 41.67%      |         |
| Toronto FC           | 1 de octubre de 2023    | 29 de noviembre de 2024 | 44      | 16      | 6       | 22      | 63      | 72      | -9      | 40.91%      |         |
| Total en Selecciones | Total en Selecciones    | Total en Selecciones    | 276     | 131     | 37      | 108     | 490     | 343     | +147    | 51.93%      |         |

## Palmarés

### Como entrenador

#### Campeonatos internacionales
| Título                        | Equipo             | Sede               | Año  |
| ----------------------------- | ------------------ | ------------------ | ---- |
| Campeonato Femenino de la OFC | Selección femenina | Papúa Nueva Guinea | 2007 |
| Campeonato Femenino de la OFC | Selección femenina | Auckland           | 2010 |
| Oro Panamericano              | Selección femenina | Guadalajara        | 2011 |
| Bronce Olímpico               | Selección femenina | Londres            | 2012 |
| Copa de Algarve               | Selección femenina | Algarve            | 2016 |
| Bronce Olímpico               | Selección femenina | Río de Janeiro     | 2016 |